# Кубок Франції з футболу 2006—2007
Кубок Франції з футболу 2006–2007 — 90-й розіграш кубкового футбольного турніру у Франції. Титул вдруге здобув Сошо.

## Регламент
Кубок Франції складається з двох етапів:
- відбіркового, який складається з шести регіональних етапів (перші два організовуються в кожному регіоні за своєю схемою для клубів регіональних ліг, наступні чотири організовуються в регіонах централізовано за участі клубів з національних аматорських і напівпрофесіональних ліг) та двох національних етапів (7-й і 8-й етап, з 7-го стартують клуби Ліги 2 та представники заморських територій);
- фінального, який починається з 1/32 фіналу — з цього раунду стартують клуби провідної Ліги 1.

## 1/32 фіналу
| Команда 1                 | Рахунок      | Команда 2                |
| ------------------------- | ------------ | ------------------------ |
| 5 січня 2007              |              |                          |
| Кретей (2)                | 1:2 дч       | Ніцца                    |
| 6 січня 2007              |              |                          |
| Шательро (3)              | 1:1 пен. 3:4 | Тулуза                   |
| Нансі                     | 3:3 пен. 8:9 | Ланс                     |
| Бордо                     | 2:0          | Бастія (2)               |
| Кевії (Ле-Петі-Кевії) (4) | 0:2          | Монако                   |
| Нант                      | 1:0          | Генгам (2)               |
| Газелек (Аяччо) (4)       | 1:2          | Страсбур (2)             |
| Лібурн-Сен-Серен (2)      | 4:2          | Труа                     |
| Сент-Етьєн                | 1:3          | Сошо (Монбельяр)         |
| Ванн (3)                  | 3:2          | Конкарно (4)             |
| Ренн                      | 1:3 дч       | Роморантен (3)           |
| Монпельє (2)              | 4:1          | Сен-Ло (5)               |
| Валансьєн                 | 2:1          | Кан (2)                  |
| Ам'єн (2)                 | 3:0          | Гренобль (2)             |
| Осер                      | 2:2 пен. 4:5 | Ніор (2)                 |
| Родез (4)                 | 3:1          | Ангулем (6)              |
| Камбре (5)                | 1:4 дч       | Марсель                  |
| Орлеан (4)                | 2:1          | Мулен (4)                |
| Понтіві (4)               | 1:0          | Ла-Вітреенн (Вітре) (5)  |
| Пон-де-Шерюї (6)          | 0:1          | Седан                    |
| Плювіньє (8)              | 0:3          | Ле-Ман                   |
| Ліон-Дюшер (5)            | 1:0          | Саннуа Сен-Гратьян (3)   |
| Кале (4)                  | 2:0          | Лор'ян                   |
| Геньон (2)                | 3:1          | Луан-Кюїзо (3)           |
| Мец (2)                   | 0:2          | Лілль                    |
| 7 січня 2007              |              |                          |
| Фені (5)                  | 1:2          | Монсо (Монсо-ле-Мін) (4) |
| Жарвіль (5)               | 1:0          | Амневіль (5)             |
| Клермон (3)               | 3:1          | Дюнкерк (4)              |
| Палезо (7)                | 0:4          | Лан (5)                  |
| Буа-Гійом (4)             | +:-          | Шатобріан (5)            |
| Парі Сен-Жермен           | 3:0          | Нім (4)                  |
| Байонна (4)               | 1:2          | Ліон                     |

## 1/16 фіналу
| Команда 1        | Рахунок      | Команда 2                |
| ---------------- | ------------ | ------------------------ |
| 19 січня 2007    |              |                          |
| Ам'єн (2)        | 1:3          | Нант                     |
| 20 січня 2007    |              |                          |
| Буа-Гійом (4)    | 1:1 пен. 5:6 | Ванн (3)                 |
| Бордо            | 3:3 пен. 5:4 | Ніор (2)                 |
| Кале (4)         | 1:2          | Седан                    |
| Клермон (3)      | 1:0          | Родез (4)                |
| Жарвіль (5)      | 3:5 дч       | Лібурн-Сен-Серен (2)     |
| Лан (5)          | 1:3          | Ліон                     |
| Ле-Ман           | 0:1 дч       | Марсель                  |
| Монпельє (2)     | 1:1 пен. 4:2 | Ніцца                    |
| Орлеан (4)       | 1:3          | Ланс                     |
| Понтіві (4)      | 0:2          | Монсо (Монсо-ле-Мін) (4) |
| Роморантен (3)   | 1:2          | Валансьєн                |
| Сошо (Монбельяр) | 2:1          | Ліон-Дюшер (5)           |
| Страсбур (2)     | 2:3          | Лілль                    |
| 21 січня 2007    |              |                          |
| Монако           | 2:0          | Тулуза                   |
| Парі Сен-Жермен  | 1:0          | Геньон (2)               |

## 1/8 фіналу
| Команда 1                | Рахунок      | Команда 2        |
| ------------------------ | ------------ | ---------------- |
| 30 січня 2007            |              |                  |
| Лібурн-Сен-Серен (2)     | 1:2          | Седан            |
| Монако                   | 0:2          | Сошо (Монбельяр) |
| Монпельє (2)             | 0:2 дч       | Ванн (3)         |
| Парі Сен-Жермен          | 1:0          | Валансьєн        |
| 31 січня 2007            |              |                  |
| Клермон (3)              | 1:4          | Ланс             |
| Марсель                  | 2:1          | Ліон             |
| Монсо (Монсо-ле-Мін) (4) | 2:2 пен. 5:4 | Бордо            |
| Нант                     | 1:0 дч       | Лілль            |

## 1/4 фіналу
| Команда 1                | Рахунок      | Команда 2       |
| ------------------------ | ------------ | --------------- |
| 27 лютого 2007           |              |                 |
| Марсель                  | 5:0          | Ванн (3)        |
| Седан                    | 1:1 пен. 5:6 | Нант            |
| 28 лютого 2007           |              |                 |
| Монсо (Монсо-ле-Мін) (4) | 1:0          | Ланс            |
| Сошо (Монбельяр)         | 2:1          | Парі Сен-Жермен |

## 1/2 фіналу
| Команда 1                | Рахунок | Команда 2        |
| ------------------------ | ------- | ---------------- |
| 17 квітня 2007           |         |                  |
| Монсо (Монсо-ле-Мін) (4) | 0:2 дч  | Сошо (Монбельяр) |
| 18 квітня 2007           |         |                  |
| Марсель                  | 3:0     | Нант             |

## Фінал
| 12 травня 2007 21:50 (EEST) |

| Марсель       | 2:2 дч   | Сошо                      |
| ------------- | -------- | ------------------------- |
| Сіссе 4', 98' | Протокол | Дагано 67' Ле Таллек 116' |

| Стад-де-Франс, Сен-Дені] Глядачів: 79 797 Арбітр: Ерік Пуля |

|                                                |     | Пенальті                                            |  |
| Тайво · Мауліда · Цана · Сіссе · Насрі · Зюбар | 4:5 | Зіяні · Бірса · Ле Таллек · Леруа · Бреше · Брюнель |  |